# پترلا لیری
پترلا لیری (به ایتالیایی: Petrella Liri) یک منطقهٔ مسکونی در ایتالیا است که در کاپادوکیا واقع شده‌است.